# Blitzkrieg (группа)
Blitzkrieg — хэви-метал-группа из английского Лестера, сформированная в 1980 г., состоящая из Брайена Росса (вокал), Кена Джонсона (гитара), Гая Лэверика (гитара), Пола Брюиса (бас) и Фила Брюиса (барабаны).
Состав группы часто менялся. В результате этих изменений Брайен Росс — единственный участник из первоначального состава.

## История
Blitzkrieg был сформирован в октябре 1980 г. На ранних стадиях их карьеры они регулярно выступали в Англии, но позже распались в 1981 г. Брайен Росс присоединился к Satan, другой группе, наряду с выступлениями в группах Avenger, Lone Wolf и Unter den Linden. В 1984 г. Росс и Джим Сиротто, наряду с гитаристом Миком Проктором (экс-Tygers of Pan Tang), басистом Миком Муром и барабанщиком Шоном Тэйлором записали альбом Time of Changes.
Песня «Blitzkrieg» была перепета популярной американской группой Metallica. Барабанщик Металлики, Ларс Ульрих прокомментировал, что Blitzkrieg произвел на него большое впечатление, наряду с Diamond Head.

## Участники

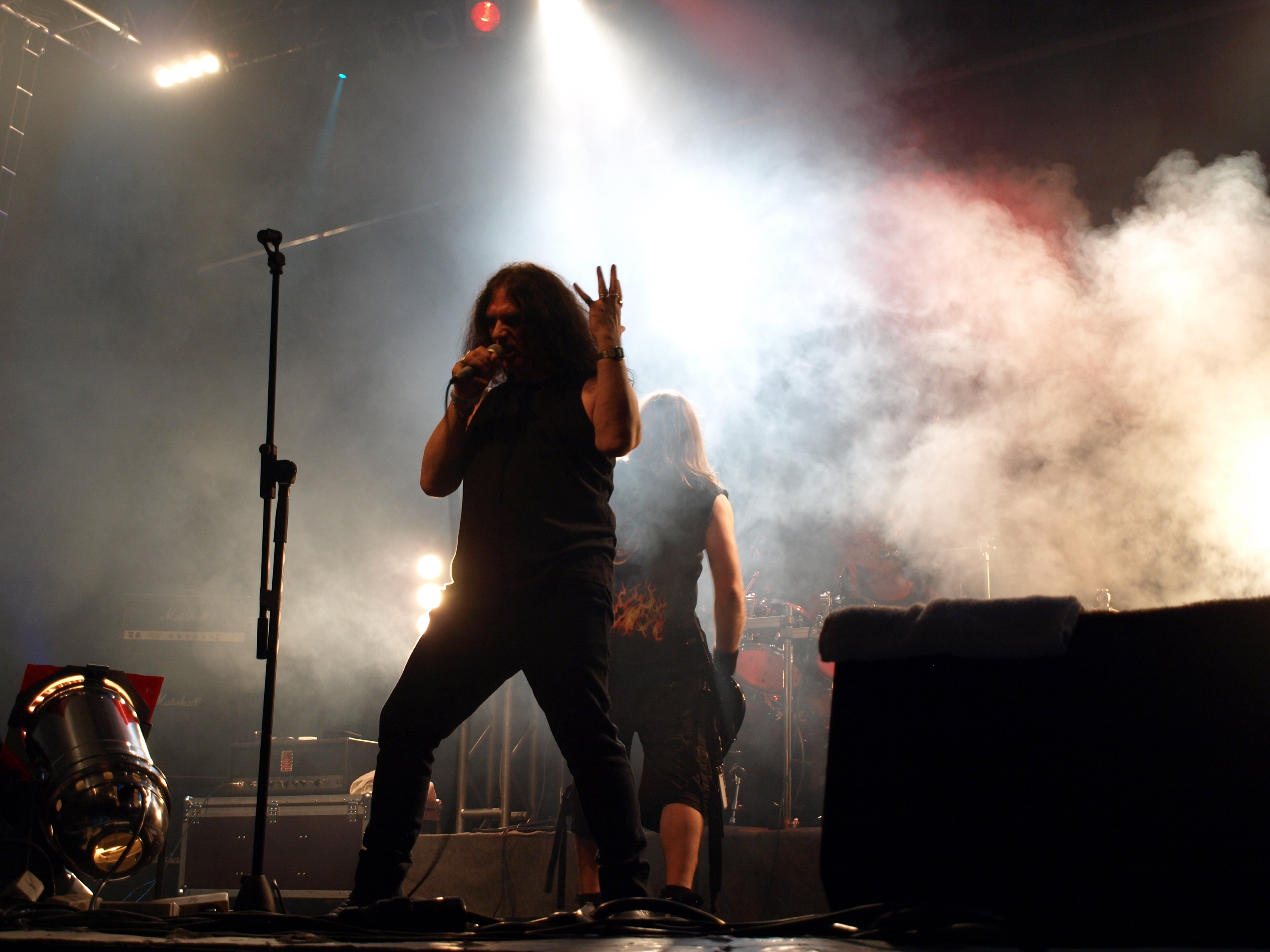
Брайен Росс

- Брайен Росс — вокал (1980—1981, 1984-91, 1992-94, 1996-99, с 2001 по наст. вр.)
- Кен Джонсон — гитары (с 2002 по наст. время)
- Алан Росс — гитары (с 2012 по наст. время)
- Билл Бэкстер — бас (с 2012 по наст. время)
- Мэтт Грэйем — барабаны (с 2015 по наст. время)

## Прежние участники
«Гитары»:
- Ian Jones (1980–81)
- Jim Sirotto (1980–81, 1984–86) [born Jim Sieroto]
- John Antcliffe (1981)
- Mick Proctor (1984–86)
- J D Binnie (1986–87)
- Chris Beard (1986–87)
- Steve Robertson (1988–89)
- Glenn S. Howes (1988–90, 1996–99)
- Tony J. Liddle (1989–96, 2001–02)
- Phil Millar (1996)
- Martin Richardson (1996–98)
- Paul Nesbitt (1992, 1998–2006)
- Guy Laverick (2006-2011)

«Бас»:
- Steve English (1980–81)
- Mick Moore (1981, 1984–86, 1991)
- Darren Parnaby (1986–87)
- Robbie Robertson (1988–89)
- Glenn Carey (1989–90)
- Dave Anderson (1992–94)
- Steve Ireland (1996)
- Gavin Gray (1996–99)
- Andy Galloway (2001–04)

«Барабаны»:
- Steve Abbey (1980–81)
- Sean Taylor (1984–86, 1991–94)
- Sean Wilkinson (1986–87)
- Kyle Gibson (1988–89)
- Gary Young (1989–90)
- Paul Ward (1996)
- Paul White (1996)
- Neil Nattrass (1996)
- Mark Hancock (1996–98)
- Mark Wyndebank (1998–99)
- Mick Kerrigan (2012–2015)

## Дискография
- Buried Alive (1981)
- A Time of Changes (1985)
- Ten Years of Blitzkrieg (1991) (EP)
- Unholy Trinity (1995)
- Ten (1996) (EP 1991 года с новыми треками)
- The Mists of Avalon (1998)
- Absolute Power (2002)
- Absolutely Live (2004) (концертный альбом)
- Sins and Greed (2005)
- Theatre of the Damned (2007)
- Back from Hell (2013)
- A Time of Changes 30th Anniversary (2015)
- Judge Not (2018)
- Loud and Proud (2019) (EP)